# Creed Bratton
Creed Bratton (geboren als William Charles Schneider op 8 februari 1943) is een acteur en voormalig bandlid van The Grass Roots. Hij kreeg de meeste bekendheid door zijn rol als Creed bij The Office US.

## Achtergrond en opleiding
Hij is geboren in Los Angeles, maar groeide op in Coarsegold, een klein dorpje vlak bij Yosemite National Park. Zijn grootouders, moeder, en vader waren muzikanten, en op erg jonge leeftijd kreeg ook hij een passie voor muziek. Op zijn 13e kreeg hij zijn eerste gitaar via postorder. Tijdens zijn studiejaren werd hij een professioneel muzikant. Later, toen zijn moeder hertrouwde, heeft hij zijn naam gewijzigd naar Chuck Ertmoed.

## Muzikale carrière

### Vroege jaren
Hij besloot een poging te wagen, te leven als een reizende muzikant, hij reisde de hele wereld rond. Tijdens deze wereldwijde tour heeft hij zijn naam opnieuw gewijzigd naar Creed Bratton. Hij reisde door Europa, Afrika en het Midden-Oosten, waar hij optrad met zijn band "The Young Californians". Ook speelde hij gitaar op een groot volksfeest in Israël. De Amerikaanse gitarist Warren Enter aanschouwde een van Creeds optredens en vroeg hem contact op te nemen zodra hij terug was in Amerika. In 1966 richtten ze de band "The 13th Floor" op en rekruteerden ze de rest van de bandleden. Bratton speelde de leidende gitaar, Rick Coonce de drumstel, Enter de rhythm-gitaar en Kenny Fukomoto bespeelde de basgitaar. Ze namen een demo op en stuurden deze naar Dunhill, een nieuwe muziekstudio, met Lou Adler als directeur.

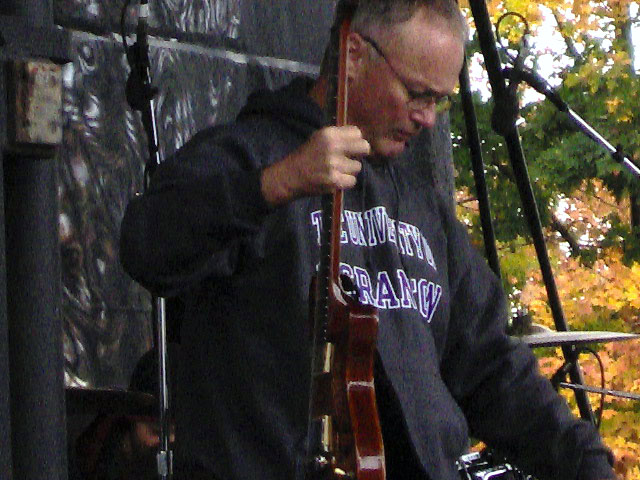
Bratton geeft optreden bij The Office US Convention in Scranton, PA in 2007

### The Grass Roots
Producenten/Tekstschrijvers P.F. Sloan en Steve Barri luisterden naar de demo en vonden het best goed klinken. Ze hadden nieuwe bandleden nodig voor een Folk/Rock band, welke ze hadden opgericht in 1965. The 13th Floor verloor hun basgitarist hieraan, maar rekruteerde snel Rob Grill. Ze veranderden de bandnaam in The Grass Roots voor betere naamsbekendheid en gingen in 1 klap naar de top 10, met hun eerste nummer: "Let's Live For Today" in 1967. De band bleef hit achter hit schrijven en toerde heel de Verenigde Staten door.
The Grass Roots had 1e klas tekstschrijvers, welke hun beste nummer aanboden aan de band, maar veel nummers zijn ook door de band zelf geschreven. Bratton heeft bijvoorbeeld meegewerkt aan de nummers "Beatin' Round The Bush", "No Exit", en "Hot Bright Lights", ook composeerde hij volledig zelf "Dinner For Eight" en "House Of Stone". Bratton speelde met de band tijdens de eerste vier albums – Let's Live for Today, Feelings, Golden Grass, and Lovin' Things – drie daarvan belandden in de toplijsten. Verder speelde hij in de eerste 10 singles waarvan er 8 in de toplijsten zijn beland.
In 2001 en 2002 lanceerde Bratton drie albums met solo-opnames sinds de jaren 60.
Bratton begon in 1969 met acteren. Hij verscheen in films als Mask en Heart Like a Wheel. Ook speelde hij de fictieve versie van zichzelf in de met een Emmy en Screen Actors Guild Award bekroonde sitcom The Office US.
In 2008 verscheen hij nog in een korte film met Kyle Gass, getiteld Just One Of The Gynos. Deze (korte) film won de prijs voor de beste korte film op het Malibu International Film Festival in 2008. De daarop volgende jaren vertolkte Bratton nog diverse rollen in films en televisieseries.

## Filmografie
- 1967-69 – American Bandstand (televisieserie)
- 1967 – The Hollywood Palace (televisieserie)
- 1968 – With Six You Get Eggroll
- 1968-69 – It's Happening (televisieserie)
- 1969 – Playboy After Dark (televisieserie)
- 1975 – Quincy, M.E. (televisieserie)
- 1977 – Eight Is Enough (televisieserie)
- 1983 – Heart Like a Wheel
- 1985 – Mask
- 1986 – A Fighting Choice (televisieserie)
- 1987 – U.S. Marshals: Waco & Rhinehart (televisieserie)
- 1987 – The Wild Pair
- 1988 – Seven Hours to Judgement
- 1991 – Neon City
- 1994 – Secret Sins of the Father (televisieserie)
- 2004 – The War of Gene (televisieserie)
- 2005-13 – The Office US (televisieserie)
- 2006 – The Bernie Mac Show (televisieserie)
- 2006 – The Manual
- 2007-08 – Today (televisieserie)
- 2008 – Just One of the Gynos
- 2008 – 6th Annual TV Land Awards (televisieserie)
- 2008 – Celebrity Family Feud (televisieserie)
- 2009 – Labor Pains
- 2010 – Funny or Die Presents (televisieserie)
- 2010 – The Forgotten (televisieserie)
- 2011 – Terri
- 2012 – Liz & Dick (televisiefilm)
- 2013 – Saving Lincoln
- 2014 – Adventure Time (stem, animatieserie)
- 2015 – Comedy Bang! Bang! (televisieserie)

## Discografie

### Albums
- 1967 – Let’s Live For Today (U.S. Top #75)
- 1968 – Feelings
- 1968 – Golden Grass (U.S. Top #25) Gold Record – RIAA Certification
- 1969 – Lovin' Things (U.S. Top #73)
- 2001 – Chasin' The Ball
- 2001 – The 80's
- 2002 – Coarsegold
- 2008 – Creed Bratton
- 2010 - Bounce Back
- 2011 - Demo

### Singles
- 1967 – Let's Live For Today / Depressed Feeling (U.S. Top #8)
- 1967 – Things I Should Have Said / Tip Of My Tongue (U.S. Top #23)
- 1967 – Wake Up, Wake Up / No Exit (U.S. Top #68)
- 1968 – Melody For You / Hey Friend (U.S. Top #123)
- 1968 – Feelings / Here's Where You Belong
- 1968 – Midnight Confessions / Who Will You Be Tomorrow (U.S. Top #5) Gold Record – RIAA Certification
- 1969 – Bella Linda / Hot Bright Lights (U.S. Top #28)
- 1969 – Melody For You / All Good Things Come To An End
- 1969 – Lovin' Things / You And Love Are The Same (U.S. Top #49)
- 1969 – The River Is Wide / (You Gotta) Live For Love (U.S. Top #31)